# Іліяна Йотова
Іліяна Малінова Йотова (болг. Илияна Малинова Йотова; нар. 24 жовтня 1964, Софія) — болгарська політик, депутатка Європарламенту з 2007 до 2017 р., віцепрезидентка Болгарії з 2017 р.

## Біографія
1989 р. здобула ступінь магістра в галузі болгарської та французької філології у Софійському університеті, працювала репортеркою, редакторкою, керівникцею і директоркою дирекції «Новини та поточні трансляції» на Болгарському національному телебаченні з 1991 до 1997 р.
З 2000 р. була членом вищої ради Болгарської соціалістичної партії, з 2006 по 2012 рр. обіймала посаду заступниці голови софійської міської організації БСП. На виборах 2005 р. була обрана до Народних зборів, у парламенті — заступниця голови парламентської делегації Болгарії в Парламентській асамблеї Ради Європи і голова делегації Болгарії в Парламентській асамблеї франкофонії.
2007 р. отримала мандат члена Європейського парламенту, переобиралася 2009 і 2014 року (Коаліція за Болгарію).
Одружена, має сина.